# Wiksin
Wiksin – wieś sołecka w Polsce położona w województwie mazowieckim, w powiecie ciechanowskim, w gminie Grudusk.
W latach 1975–1998 miejscowość administracyjnie należała do województwa ciechanowskiego.
Przez miejscowość przebiega droga wojewódzka DK616.
W miejscowości znajdują się ruiny dworu z drugiej połowy XIX wieku oraz pozostałości parku dworskiego.